# Kwon Eun-bin
Kwon Eun-bin (* 6. Januar 2000 in Seocho-gu, Seoul) ist eine südkoreanische Sängerin, Schauspielerin und Model. Sie ist Mitglied der Girlgroup CLC.

## Werdegang
Kwon Eun-bin nahm 2016 an der Reality-TV-Show Produce 101 teil, aus dem die Gruppe I.O.I hervorging. Sie schied jedoch frühzeitig aus und wurde 2016 Mitglied von CLC.
2018 wurde Eun-bin auch als Schauspielerin tätig. In Do Do Sol Sol La La Sol spielte sie in drei Episoden die Rolle der Jung Ga-yeong.

## Filmografie
- 2018: Bad Papa (배드파파, MBC TV)
- 2018: Top Management (탑 매니지먼트, YouTube Premium)
- 2020: Do Do Sol Sol La La Sol (도도솔솔라라솔, KBS2)
- 2020–2021: Somehow Family (어쩌다 가족, TV Chosun)
- 2021: Youth of May (오월의 청춘, KBS2)
- 2021: At a Distance, Spring Is Green (멀리서 보면 푸른 봄, KBS2)
- 2021: Dear. M (디어엠, KBS2)
- 2024: Hierarchy (하이라키, Netflix)